# Sacro Monte di Belmonte

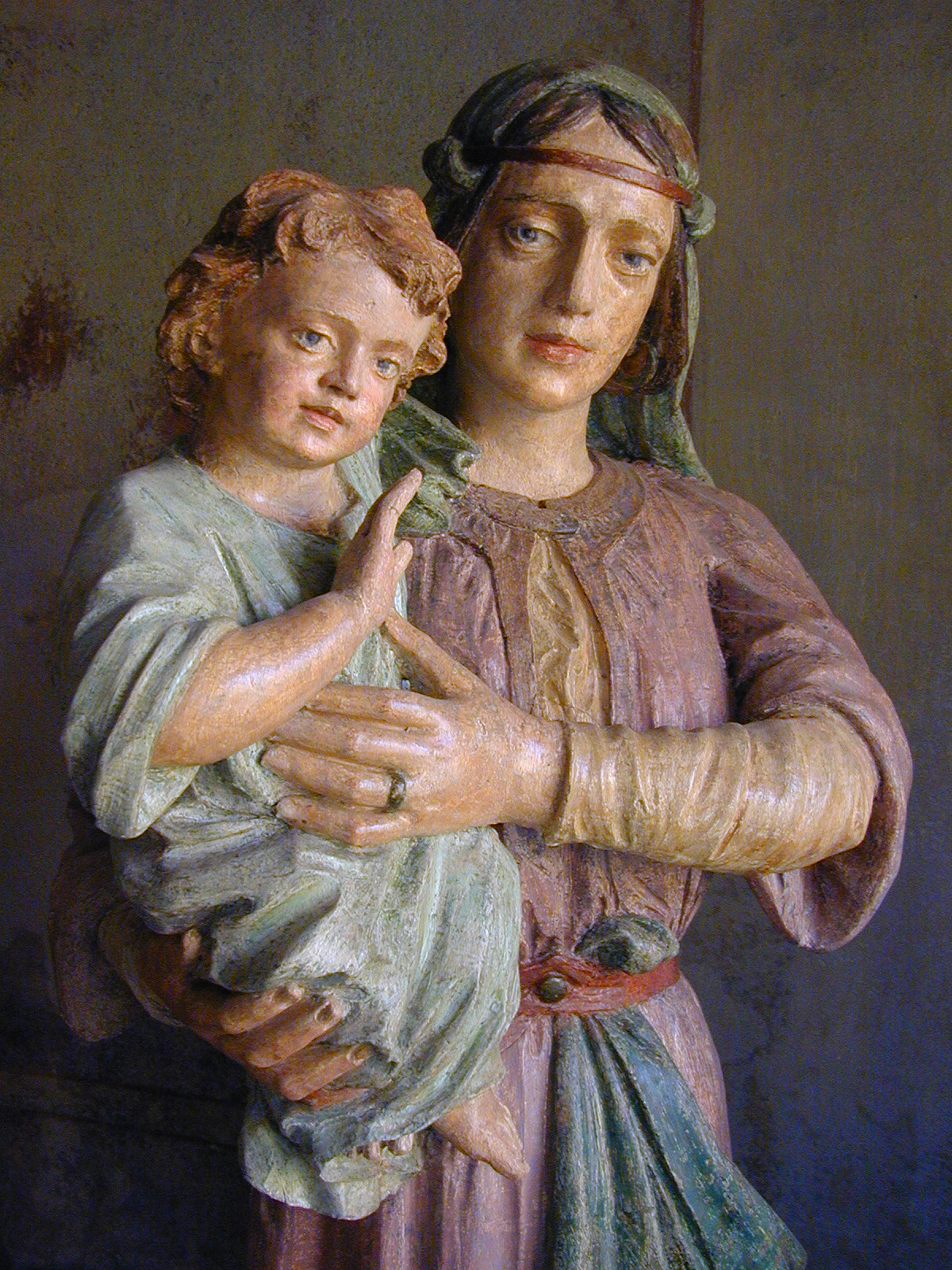
Figuren

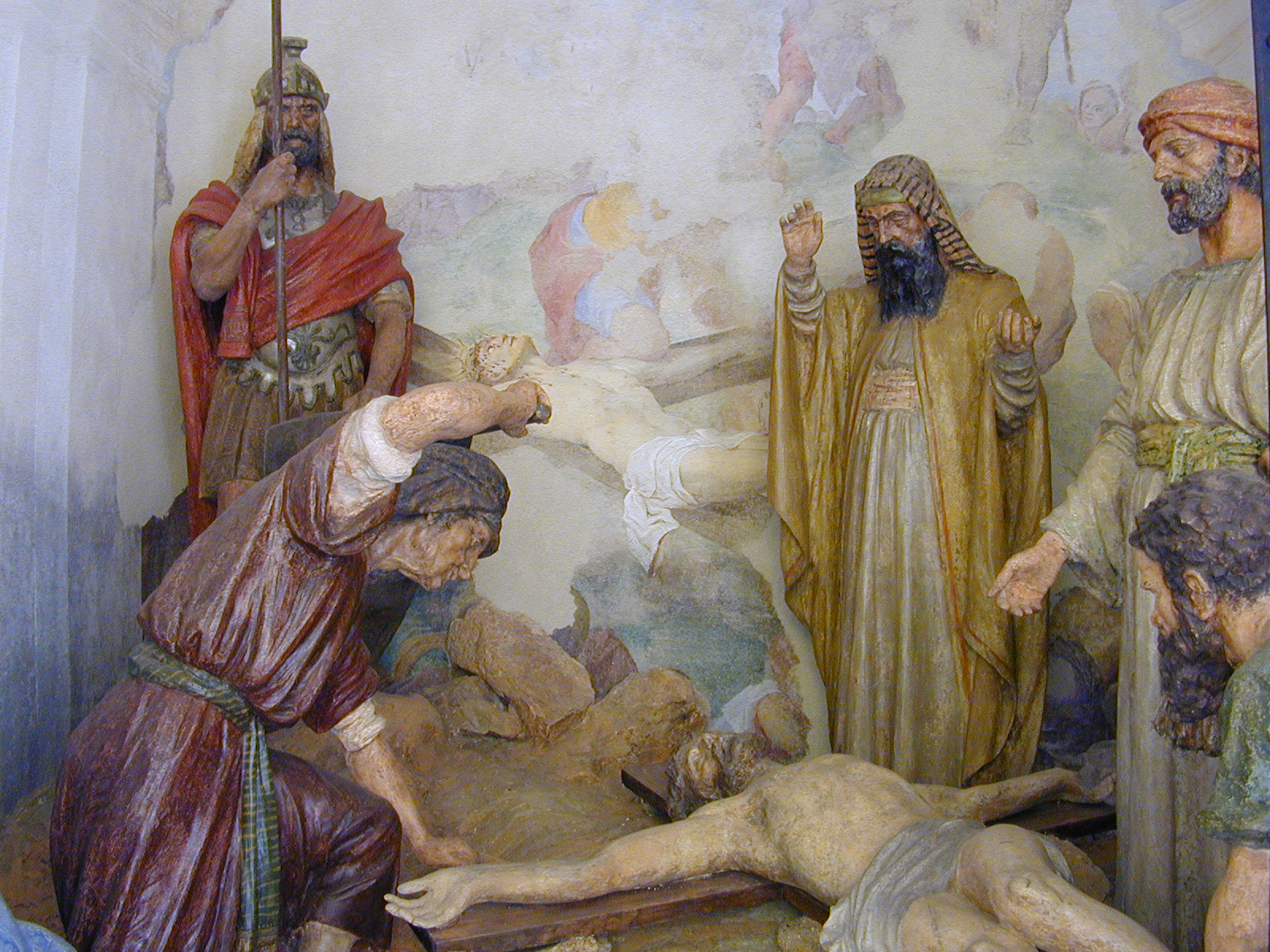
Figuren

Die Errichtung des „Heiligen Berges“ Sacro Monte di Belmonte in Valperga (Turin) ist auf Michelangelo von Montiglio, einem strenggläubigen Minderbruder zurückführbar und dauerte mit Unterbrechungen von 1712 bis 1825.
Der Andachtsweg ist dem Leiden Christi gewidmet und führt in Abständen und mit oft gleichen Ausschmückungen zu verschiedenen Kapellen; aus diesem Grund erscheint das Projekt in seiner baulichen Zusammensetzung recht einheitlich.